# Hopeless Records
Hopeless Records es un sello discográfico independiente fundado en 1993 por Louis Posen y con sede en Van Nuys, Los Ángeles, California. La discográfica es financiada por un grupo privado de inversores y posee una filial, Sub City Records. El catálogo de bandas que tiene suelen ser de música punk pop, emo o indie.
Ambos sellos organizan una cita anual, el festival Take Action Tour, que lucha contra el suicidio adolescente y trata de concienciar y alarmar a la sociedad ante tal hecho. También, lanzan anualmente un recopilatorio llamado Take Action!, para la misma causa, con bandas punk e independientes.
El sello es propiedad también del website downloadpunk.com, un sitio web de descarga de canciones acorde con la gestión de derechos digitales.

## Bandas

### Actuales
- Aaron West and the Roaring Twenties
- Air Dubai
- Amber Pacific
- Anthony Raneri
- Bayside
- Blnko
- Coldrain
- Cruel Hand
- Damion Suomi and the Minor Prophets
- Divided By Friday
- Driver Friendly
- Dryjacket
- Enter Shikari
- Emarosa
- For The Foxes
- Have Mercy
- Heroes of Modern Earth
- Hundredth
- The KickDrums
- Luzer
- Milk Teeth
- Moose Blood
- New Found Glory
- Neck Deep
- PVRIS
- The Ready Set
- Roam
- Samiam
- Somos
- Sum 41
- Stand Atlantic
- SycAmour
- Sylar
- Taking Back Sunday
- Tonight Alive
- Trash Boat
- Trophy Eyes
- The Used
- What's Eating Gilbert
- With Confidence
- The Wonder Years
- Worthwhile
- Yellowcard
- Young and Heartless
- Waterparks

### En el pasado
- 88 Fingers Louie
- All Time Low (se marchan a Fueled By Ramen)
- Atom And His Package
- Avenged Sevenfold (2001 - 2004; se marchan a Warner Bros. Records)
- Break The Silence
- Common Rider
- Digger
- Dillinger Four
- Enter Shikari
- Heckle (1997)
- Falling Sickness
- Fifteen
- Funeral Oration
- Guttermouth
- Jeff Ott
- Lotus Eater
- Mêlée (Sub City, se marchan a Warner Bros. Records)
- The Queers
- Royden
- Scared Of Chaka
- The Story So Far
- Thrice (Sub City, 2001 - 2003; se marchan a Island Records, después a Vagrant Records)
- The Weakerthans
- We Are the In Crowd